# Wermlandite
La wermlandite (simbolo IMA: Wld) è un minerale del supergruppo dell'idrotalcite e del gruppo della wermlandite (a cui dà il nome) con composizione chimica Mg7Al2(OH)18[Ca(H2O)6][SO4]2 • 6(H2O).

## Etimologia e storia
Il nome del minerale deriva dalla sua località tipo, la miniera di "Långban", presso Filipstad, nella contea di Värmland (in inglese, Wermland) in Svezia.

## Classificazione
La nona edizione della sistematica minerale di Strunz, che è stata aggiornata l'ultima volta dall'Associazione Mineralogica Internazionale nel 2009, elenca la wermlandite nella classe "7. Solfati (selenati, tellurati, cromati, molibdati, tungstati)" e nella sottoclasse "7.D Solfati (selenati, ecc.) con anioni aggiuntivi, con H2O"; questa è ulteriormente suddivisa in base alla struttura cristallina e alla dimensione dei cationi, in modo che il minerale possa essere trovata nella sezione "7.DD Con soltanto cationi di media dimensione; strati di ottaedri che condividono uno spigolo" dove forma il sistema nº 7.DD.35 insieme a carrboydite, honessite, idrowoodwardite, motukoreaite, nikischerite, zincowoodwardite, glaucocerinite, woodwardite, idrohonessite, mountkeithite, natroglaucocerinite, shigaite e zincaluminite.
Tale classificazione è mantenuta anche nell'edizione successiva, proseguita sul database "mindat.org" e chiamata talvolta Classificazione Strunz-mindat.
Nella Sistematica dei lapis (Lapis-Systematik) di Stefan Weiß la wermlandite è elencata nel sistema nº VI/D.14-22. In tale sistematica ciò corrisponde alla classe dei "solfati, cromati, molibdati e tungstati" e quindi alla sottoclasse dei "solfati idrati, con anioni stranieri", dove la nikischerite forma un gruppo indipendente, ma senza nome, insieme a lannonite, metavoltina, motukoreaite, natroglaucocerinite, shigaite e slavikite.
Anche la sistematica dei minerali secondo Dana, che viene utilizzata principalmente nel mondo anglosassone, classifica la wermlandite nella classe dei "solfati, cromati e molibdati" e lì nella sottoclasse dei "solfati idrogeni con ossidrile o alogeno". Qui la si può trovare solo insieme a shigaite nel gruppo senza nome 31.03.02 all'interno della suddivisione "solfati acquosi con idrossile o alogeno e (A+B2+)5(XO4)Zq • x(H2O)".

## Abito cristallino
La wermlandite cristallizza nel sistema trigonale nel gruppo spaziale P3c1 (gruppo nº 165) con i parametri reticolari a = 9,303(3) Å e c = 22,57(1) Å, oltre a 2 unità di formula per cella unitaria.

## Origine e giacitura
La wermlandite è un minerale raro che si forma nelle rocce metamorfiche di ferro-manganese tra grandi cristalli di calcite; la si trova associata a calcite e magnetite.
Il minerale è stato trovato solo nella sua località tipo, in Svezia, nella miniera di Långban e nel distretto minerario di Persberg, anch'esso in Svezia.